# Notothixos
- Commons
- Wikispecies

Notothixos é um género botânico pertencente à família Santalaceae.